# Кашкадан (парк)

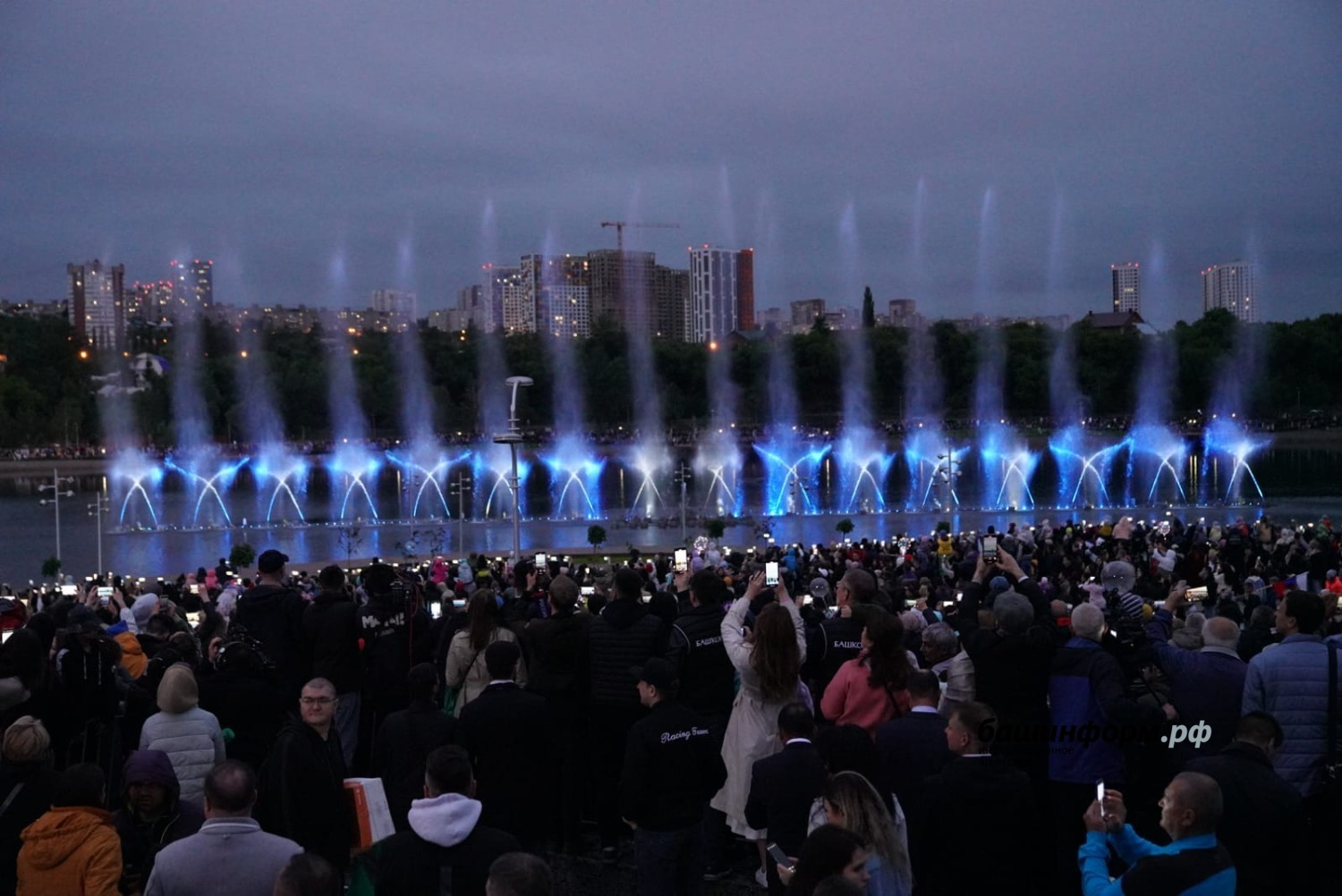
Музыкальный фонтан на озере Кашкадан в день города 2022 года

Парк культуры и отдыха «Кашкада́н» (баш. «Ҡашҡаҙан» мәҙәниәт һәм ял паркы) — парк культуры и отдыха в Уфе. Основан в 2002 году и занимает площадь более 31,5га, из них около 13, га занимает озеро Кашкадан.

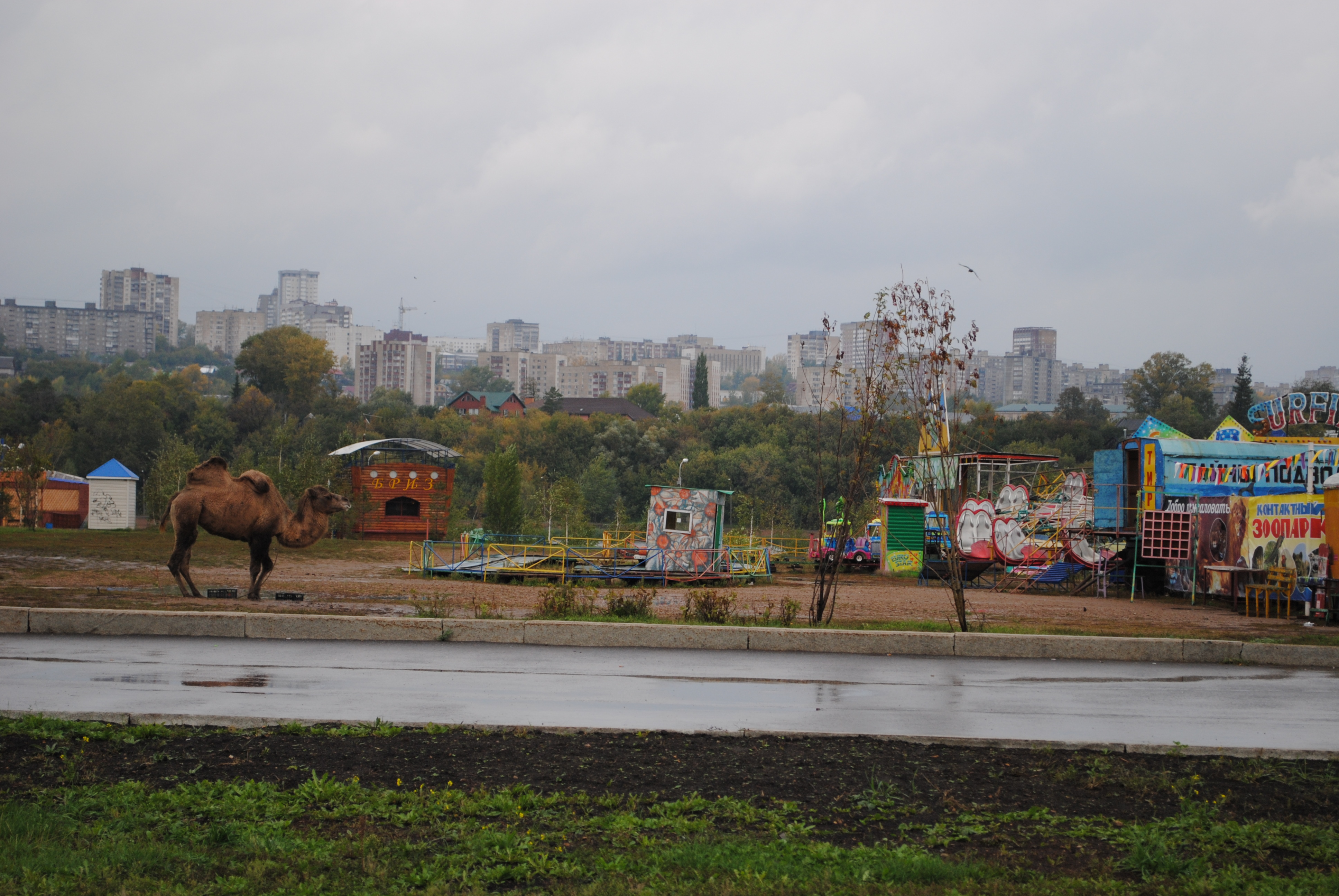
Луна-парк на Кашкадане

В распоряжении посетителей парка находятся: пешеходные дорожки, включая «Тропу здоровья» вокруг озера Кашкадан, благоустроенный пляж с кабинами для переодевания и душевыми кабинами, детский городок, 2 тира, пункт проката лежаков и зонтов от солнца, прогулочных лодок и катамаранов, снаряжения для виндсерфинга, роликов, веломобилей, самокатов и скейт-бордов, аттракционы «Паровозик», «Вихрь», «Колокольчик», «Полет», «Юнга» и другие. В парке организовано катание на лошадях и пони.
На территории парка постоянно проводятся массовые мероприятия для различных категорий населения: соревнования по пляжному волейболу, музыкально-развлекательные мероприятия, выставки-продажи растений и животных, молодёжные дискотеки, Спартакиада по военно-спортивному многоборью среди подростков «группы социального риска», праздничные гуляния.
С 12 июня 2022 года в парке открыт крупнейший в Башкортостане музыкальный фонтан.